# La Diva
La Diva war eine französische Automarke.

## Unternehmensgeschichte
Das Unternehmen Jules Zimmerman et Cie aus Paris begann 1902 mit der Produktion von Automobilen, die als La Diva vermarktet wurden. Im gleichen Jahr endete die Produktion bereits wieder.

## Fahrzeuge
Angeboten wurden zwei Modelle. Für den Antrieb sorgte ein Einzylindermotor von De Dion-Bouton mit wahlweise 3,5 PS oder 4,5 PS Leistung. Die offene Karosserie bot Platz für zwei Personen.